# Lychnorhizidae
Famille
Les Lychnorhizidae forment une famille de méduses appartenant à l'ordre des Rhizostomeae.

## Liste des genres
Selon World Register of Marine Species (28 août 2015) et ITIS (28 août 2015) :
- genre Anomalorhiza Light, 1921 — 1 espèce
- genre Lychnorhiza Haeckel, 1880 — 4 espèces
- genre Pseudorhiza von Lendenfeld, 1882 — 2 espèces